# Lakaica
Lakaica (mazedonisch Лакаица; albanisch definit Lakavica, indefinit Lakavicë) ist ein aufgegebenes Dorf in der Gemeinde Struga im Südwesten Nordmazedoniens.
Der verlassene Dorfkern liegt auf 1340 m. Die Grenze zu Albanien ist nur wenige Kilometer westlich entfernt.